# Пико-Айсладо
Пико-Айсладо (англ. Pico Aislado) — горная вершина в хребте Сангре-де-Кристо Скалистых гор Северной Америки. Четырёхтысячник высотой 4149 метров расположен в округе Савоч, штат Колорадо, США, в национальном лесу Рио-Гранде.
Без сомнения, наиболее живописные и волнующие части Сангре-де-Кристо находятся в Крестонах (Крестон-Нидл, Крестон-Пик и Брокен-Ханд-Пик) и массиве Милуоки (Пик Милуоки, Тихерас-Пик, Мьюзик-Маунтин (англ. Music Mountain) и Пико-Айсладо). Они ограничены высокими широкими гребнями, не имеют седловин ниже 3650 метров (за исключением перевала Медано и перевала Хайдена).
Доступ к горам Крестонов, как правило, хороший. Массив Милуоки, как правило, труднодоступен. Две из четырёх гор в этом массиве очень удалены. Одной из них является Пико-Айсладо. Из-за своей удалённости он и получил своё название. «Aislado» в переводе с испанского «изолированный».

## Альпинизм
Пико-Айсладо, вместе со своим соседом Тихерас-Пиком находятся в отдалённом районе хребта Сангре-де-Кристо, южнее Крестон-Пика. Пико-Айсладо, в частности, настолько хорошо скрыт, что его можно увидеть только с нескольких хребтов и вершин. Несмотря на то, что восхождение на этот пик рекомендуется только опытным альпинистам, путешествие по живописной местности возле горы можно рекомендовать всем.
Восхождение на Пико-Айсладо не только долгое, но и сложное. Путеводители рекомендуют выделять на него несколько дней. Пешая часть маршрута включает в себя 13 километров бэкпэкинга, затем восхождение около 30 километров. Набор высоты в пешей части маршрута около 1000 метров, при восхождении — около 2800 метров.
Базовый лагерь обычно разбивают возле одного из озёр Sand Creek. Лагерь на нижнем озере Sand Creek считается лучшей точкой для восхождения на Тихерас-Пик, в то время как лагерь на верхнем озере Sand Creek сделает чуть короче восхождение на Пико-Айсладо. Некоторые альпинисты предпочитают переместить их лагерь между восхождениями, тогда как другие совершают оба восхождения из одного лагеря на одном из озёр.